# 루가노-폰테 트레사 철도
루가노-폰테 트레사 철도(Lugano–Ponte Tresa Railway) 또는 페로비아 루가노-폰테 트레사(이탈리아어: Ferrovia Lugano–Ponte Tresa, 약칭 FLP)는 스위스 남동부 티치노주의 이탈리아어를 사용하는 지역 철도 노선이다. 이 노선은 루가노와 폰테 트레사를 연결하며, 총연장 12.3km의 길이를 가진다. 1,000mm 미터궤로 제작되었으며, 1,200V DC의 가공전차선 시스템으로 전기를 공급받는다. 루가노 철도 회사(Ferrovie Luganesi)에서 운영한다.
FLP는 1912년에 개통되었으며, 두 개의 다른 교외 노선인 루가노-테세레테 철도와 루가노-카드로-디노 철도와 루가노의 도시 트램웨이를 포함하는 상호 연결된 네트워크의 마지막 작업 노선이다. 이전에 이 네트워크가 적용되었던 일부 영역으로 노선을 다시 확장하자는 제안이 있었다.
FLP는 아르코발레노 관세 네트워크의 회원이며, 승객 서비스는 S60으로 지정된다. 열차는 평일에는 15분 간격으로, 주말에는 30분 간격으로 운행된다.

## 역사
루가노와 폰테트레사 사이의 철도에 대한 첫 번째 제안은 1877년으로 거슬러 올라간다. 당시 표준궤 노선이 이탈리아의 바레세까지 확장될 것이라는 기대와 함께 제안되었다. 그러나 1910년 루가노 철도 회사가 두 도시 사이에 협궤 전철을 건설하기 위해 설립되기 전까지는 아무 일도 일어나지 않았다.
1912년에 개통된 이 노선에는 자동차 3대, 객차 3대, 화물차 6대로 구성된 철도 차량이 있었다. 루가노역에서 인접 루가노-테세레테 철도에 연결된 링크 트랙으로 철도 차량의 이동이 가능하다.
1949년과 1964년에 각각 폰테트레사와 비오조 동쪽에 새로운 노선이 도입되었다. 1968년에 3개의 새로운 굴절식 전기 열차가 도입되었지만, 1978년에 서브알피나 철도 회사로 이전되어 5개의 새로운 쌍용 열차로 교체되었다. 같은 해에 20분 간격으로 열차가 운행되는 정기 간격 시간표가 도입되었다. 1979년, 마글리아소역은 PTT와 협력하여 재건되었다.
1990년과 1992년 사이에 아그노역과 루가노 FLP역이 모두 개보수 및 확장되었다. 2001년에 새로운 비오조 몰리나초역이 건설되었다. 2002년에는 5개의 새로운 저층 중앙 객차를 구입하여 1978년 쌍용 차량 유닛을 3개의 차량 유닛으로 확장하는 데 사용되었다.
2004년과 2007년 사이에 15분 간격 서비스의 도입을 허용하기 위해 상당한 업그레이드 작업이 수행되었다. 여기에는 마글리아소 및 비오조 지역의 트랙을 두 배로 늘리고 마글리아소 역과 카펠라-아그누초역을 확장하는 것이 포함된다.

## 운행

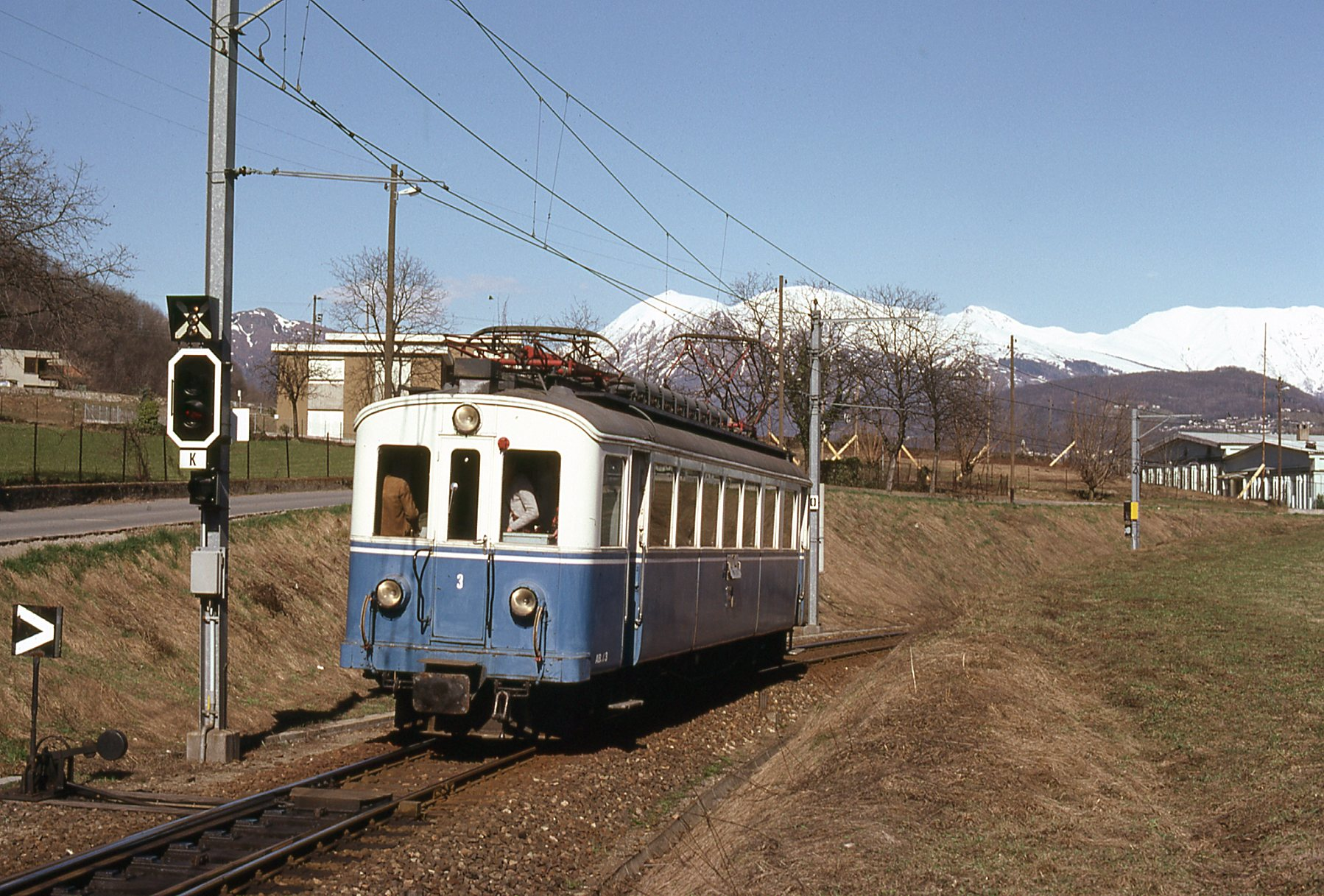
1978년에 운행된 최초의 세 대의 차량 중 하나

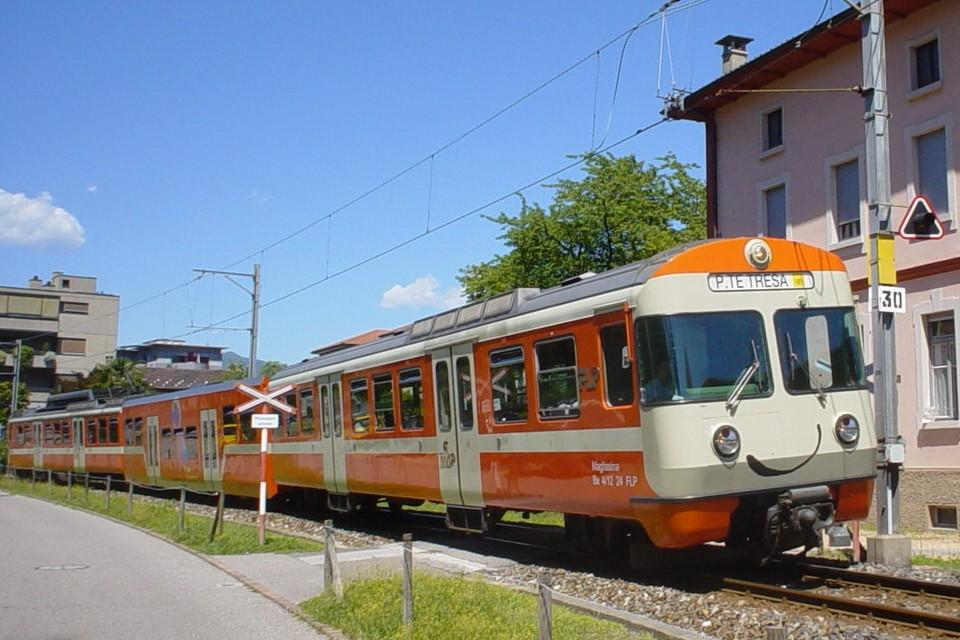
현재 Be4/12 세트 중 하나이며, 저층 중앙 차량. '스마일'이 눈에 뛴다

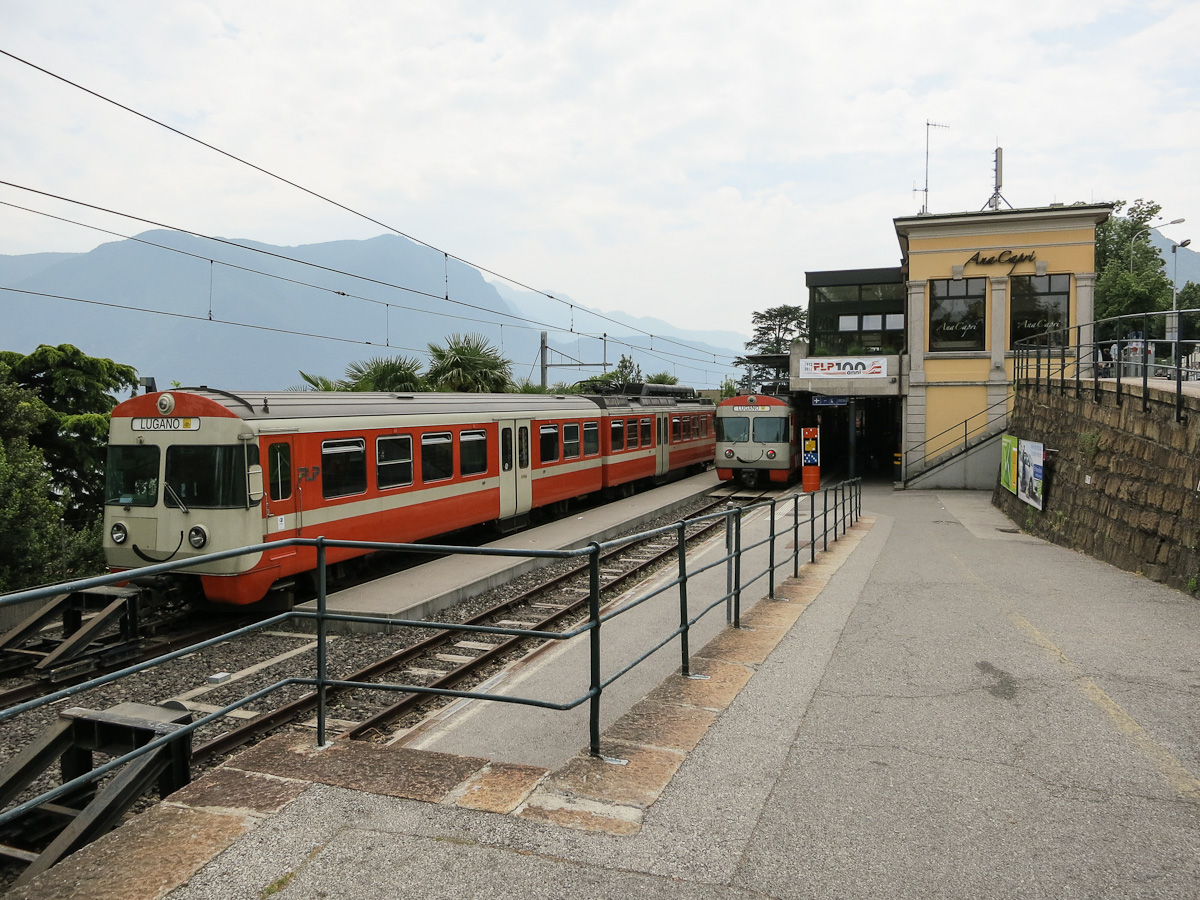
루가노에 있는 FLP 플랫폼. 왼쪽에는 예비로 보관된 Be4/8 유닛 중 하나가 있다.

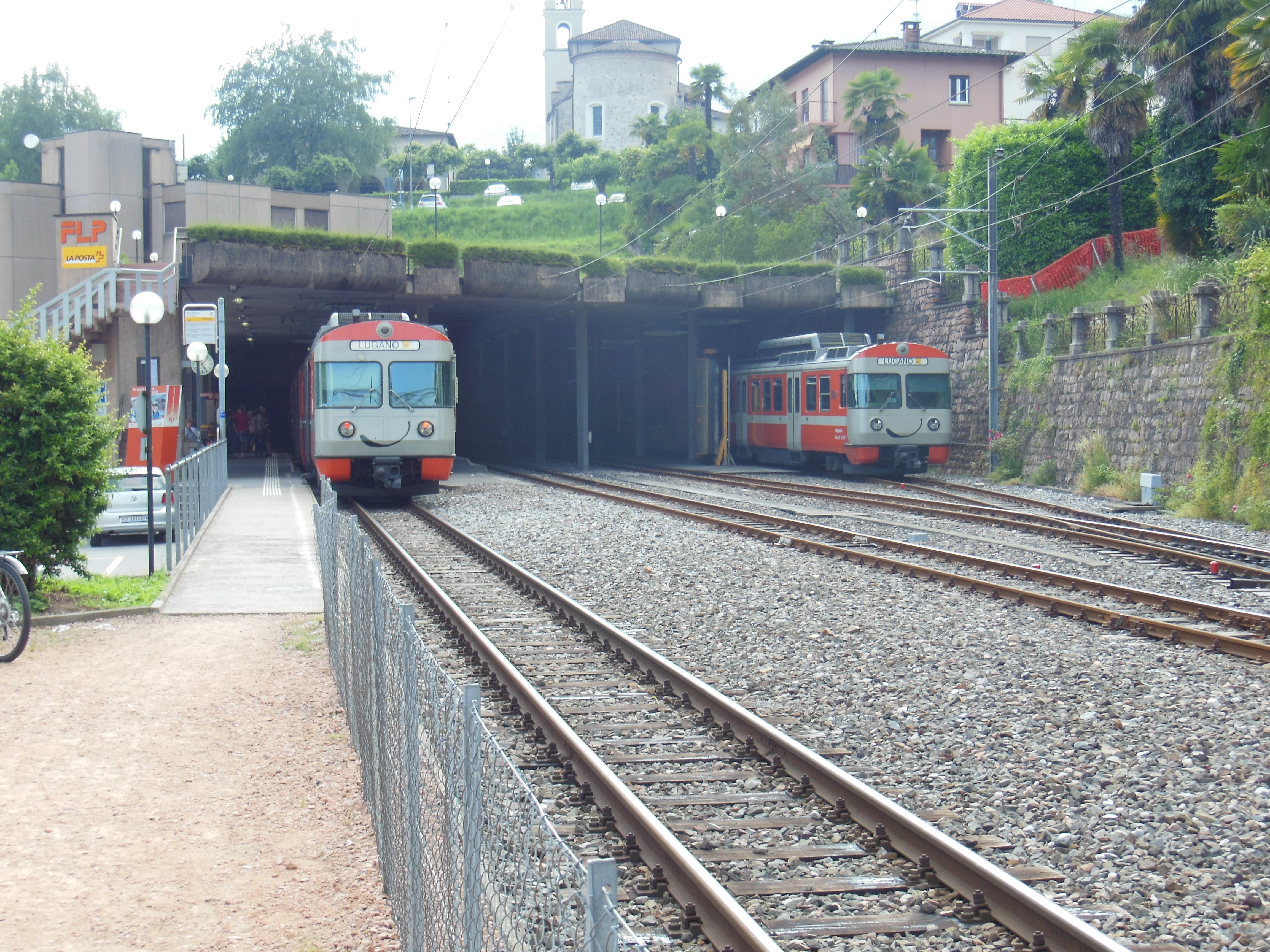
폰테 트레사역과 차량 정차 사이딩을 가지고 있다

이 노선은 길이가 12.3km이며, 고트하르트선이 운행되는 루가노역과 폰테 트레사역을 연결한다. 열차는 평일에는 15분 간격으로, 주말에는 30분 간격으로 운행되며, 소요 시간은 25분이다. 정상 서비스에서 기차는 카펠라-아그누초, 세로카 및 마글리아소역을 통과한다. 다른 역으로는 소렌고, 소렌고 라게토, 비오조 몰리나초, 비오조, 아그노, 마글리아소 파에세 및 카슬라노가 있다.
대부분의 서비스는 21-25로 번호가 매겨진 5개의 Be4/12 세트에 의해 제공되며, 2002년에 제작된 저상 중간 차량으로 강화된 1978년에 제작된 트윈카 세트로 구성된다. 이 라인은 또한 1979년 제작된 Be4/8 쌍차 세트 2대(번호 41-42)를 보유하고 있으며 페로비에 티치노 지역 버스&철도 회사(Ferrovie Autolinee Regionali Ticinesi)에서 중고로 구입하여 비축하고 있다. Tm2/2 디젤 기관차는 작업 업무에 사용된다. 자동차는 주황색과 크림색으로 도색되어 있으며, 전면에는 특유의 양식화된 미소가 새겨져 있다.
라인은 1,000mm 미터궤 1,200V DC의 가공전차선 시스템에서 전기가 통한다. 정비창은 아그노역에 인접해 있지만, 기차는 양쪽 종점에서 수납된다. 비오조 몰리나초역에는 영구적인 측선 사이딩도 있다.